# Марюхнич, Марина Владимировна
Марина Владимировна Марюхнич (до 2007 — Манюк; род. 26 ноября 1982, пгт Южный, Одесская область УССР) — российская волейболистка. Центральная блокирующая. Мастер спорта России.

## Биография
Волейболом Марина Манюк начала заниматься в 1996 году в родном посёлке городского типа Южный (ныне — город Южное) Одесской области в школьной секции. Первый тренер — Н. С. Муравский. В 16-летнем возрасте поступила в спортивный лицей города Белая Церковь и на протяжении четырёх сезонов выступала за местную команду «Рось», игравшую в суперлиге чемпионата Украины. В 2002—2005 выступала за черкасский «Круг», в составе которого дважды подряд становилась бронзовым призёром украинского национального первенства. В 2002—2005 выступала за сборную Украины в отборочном и финальном турнирах чемпионата Европы 2003 и отборочных турнирах чемпионата Европы 2005 и чемпионата мира 2006.
В 2004 году Марина Манюк переехала в Хабаровск и стала волейболисткой местного «Самородка», а вскоре получила и российское гражданство. В 2007 вышла замуж за пресс-атташе и статистика «Самородка» Дмитрия Марюхнича и сменила фамилию. За «Самородок» Марина Марюхнич (Манюк) выступала на протяжении четырёх сезонов и в его составе выигрывала «серебро» Кубка России и «бронзу» чемпионата России. В 2008—2012 играла за «Уралочку-НТМК» (кроме сезона 2009—2010, когда находилась в декретном отпуске), а в 2012—2016 — за краснодарское «Динамо». В составе этих трёх команд Марюхнич четырежды становилась призёром чемпионатов России, дважды выигрывала Кубок страны, трижды побеждала в еврокубковых соревнованиях. В 2016 году заключила контракт с клубом «Динамо-Казань» В декабре 2016 в составе своей новой команды стала обладателем Кубка России (3-й раз подряд), а в апреле 2017 — серебряным призёром чемпионата России. В 2021 году завершила спортивную карьеру.
Свою игровую карьеру Марина Марюхнич начинала в качестве диагональной нападающей, но в 2003 на чемпионате Европы наставник сборной Украины Игорь Филиштинский впервые использовал волейболистку в роли центральной блокирующей. С 2010 Марина Марюхнич играет преимущественно в этом амплуа, хотя в целом ряде матчей выходила на площадку и на позиции диагональной.

### Клубная карьера
- 1998—2002 —  «Рось» (Белая Церковь);
- 2002—2004 —  «Круг» (Черкассы);
- 2004—2008 —  «Самородок» (Хабаровск);
- 2008—2012 —  «Уралочка-НТМК» (Свердловская область);
- 2012—2016 —  «Динамо» (Краснодар);
- 2016—2021 —  «Динамо-Казань»/«Динамо-Ак Барс» (Казань).

## Достижения

### С клубами
- Чемпионка России 2020;
- двукратный серебряный (2017, 2018) и 5-кратный бронзовый (2007, 2009, 2012, 2016, 2021) призёр чемпионатов России.
- 6-кратный победитель розыгрышей Кубка России — 2014, 2015, 2016, 2017, 2019, 2020;
  - серебряный (2005) и 3-кратный бронзовый (2012, 2013, 2018) призёр Кубка России;
- обладатель Суперкубка России 2020.
- двукратный бронзовый призёр чемпионатов Украины — 2003, 2004.
- серебряный призёр Кубка Украины 1999.
- 3-кратный победитель розыгрышей Кубка ЕКВ — 2015, 2016, 2017;
  - серебряный призёр Кубка ЕКВ 2009.
- победитель розыгрыша Кубка вызова 2013 (MVP финальной серии[4]);
- серебряный призёр чемпионата мира среди клубных команд 2015.

### Со сборной Украины
- участница чемпионата Европы 2003.